# Metròon
El Metròon o l'antic buleuteri de l'Àgora atenenca es presenta com un edifici pràcticament quadrat, que mesura 23 metres de costat. Va ser construït entre els anys 509 i 507 aC.
Els fonaments del pòrtic frontal eren d'una basta roca vermellosa. Se suposa que posseïa cinc suports interiors, però no s'ha trobat cap resta. Aquests fonaments són al plànol, la mida i l'emplaçament de l'edifici que han permès identificar-ho com l'antic buleuteri, on es reunien els participants de la bulé, i que data de l'època de Clístenes.
Després de la construcció del nou buleuteri, l'antic edifici va conservar, tanmateix, certes funcions encara que limitades. A partir del segle v aC, quan la bulé es reunia encara en aquest lloc, l'edifici era utilitzat per a la conservació dels arxius de la ciutat. Aquests arxius van acabar en l'antic buleuterib, també quan la bulé no es va reunir més enllà. És aleshores quan l'edifici va rebre un nou nom: el «Metròon», santuari dedicat a Rea, mare de les déus de l'Olimp. Al 140 aC, l'antic complex va ser finalment reemplaçat per una construcció nova erigida damunt el Metròon.